# Claude Dallemagne
Claude Dallemagne (8 de noviembre de 1754, Peyrieu, Ain – 12 de junio de 1813) inició su carrera militar en el ejército francés de los Borbones, luchó en la guerra de Independencia de los Estados Unidos, ascendió de rango para convertirse en general durante las Guerras revolucionarias francesas, participó en la campaña italiana de 1796 bajo el mando de Napoleón Bonaparte, y ocupó puestos militares durante las guerras napoleónicas. Dallemagne es uno de los nombres inscritos en el Arco de Triunfo, específicamente está en la columna 26.

## Carrera temprana
Nació el 8 de noviembre de 1754, sus padres fueron Balthazar D'Allemagne (1710-1772) y Marie Lasalle (1731-1799), Claude D'Allemagne creció en Peyrieu, Ain, Francia. Un año después de la muerte de su padre, se inscribió en el Regimiento de Hainaut, tomando Dallemagne como su nuevo apellido. En 1777, su batallón se embarcó para las Indias Occidentales con la flota del Conde d'Estaing. Luchó en Dominica, San Vicente, Granada y Santa Lucía, resultando herido en este último combate. En 1779 participó en el fallido Sitio de Savannah en Georgia. En 1786, ascendió a sargento mayor.

## Revolución

### Rápida promoción
En el contexto de la Revolución Francesa, el ritmo de las promociones de Dallemagne se aceleró. Se convirtió ensubteniente en septiembre de 1791, teniente en junio de 1792 y capitán en septiembre. A finales de 1793, luchó en el Asedio de Toulon, ganando el ascenso a general de brigada. Tras una breve estancia en el Ejército de los Pirineos occidentales, se trasladó al Ejército de Italia a principios de 1794. Ese año capturó el Paso de Tenda. También sirvió en la campaña de 1795.

### Italia
En abril de 1796, Dallemagne comandó una brigada en la división de Francois Macquard. Sus tropas fueron enviadas al frente después de que la Campaña de Montenotte obligara al Reino de Cerdeña-Piamonte a pedir la paz. Bonaparte formó una avanzada al combinar 3.500 granaderos y carabineros con 1.500 jinetes. Al asignar a Dallemagne al mando de la vanguardia, Bonaparte lo envió marchando a lo largo de la orilla sur del río Po para girar el flanco izquierdo del general austriaco Johann Beaulieu. Apoyado por la división de Amédée Laharpe, Dallemagne cruzó a la orilla norte y derrotó a los austríacos en la batalla de Fombio del 7 al 8 de mayo de 1796. Dos días después, dirigió a sus tropas en la exitosa Batalla de Lodi. Junto con André Masséna, Jean Lannes, Louis Berthier y Jean-Baptiste Cervoni, reunió valientemente a las tropas para cruzar el puente después de que el fuego de los cañones les hiciera dudar.
En julio, Bonaparte separó la brigada de Dallemagne de la división de Jean Serurier y la envió a reforzar a Masséna. Dirigió a sus soldados en la batalla de Lonato, siendo distinguido en esta acción. El 31 de julio, sus tropas ayudaron a recuperar Lonato de los austriacos de Peter Ott. El 3 de agosto, Ott rechazó su ataque a Gavardo, pero esta acción permitió que Masséna se concentrara contra la brigada de Joseph Ocskay y la destruyera. Dos días después, Dallemagne luchó en la batalla de Castiglione. Recibió el ascenso a general de división el 15 de agosto.
Dallemagne ocupó puestos importantes durante el asedio de Mantua. Después de la batalla de Bassano y el combate de La Favorita, dirigió un ataque para hacer retroceder a la guarnición austriaca dentro de la fortaleza el 24 de septiembre. Durante la Batalla de Arcole, Dallemagne dirigió una pequeña división bajo las órdenes de Charles Kilmaine. En la Batalla de Rivoli, comandó una división al mando de Serurier en el asedio. Una división quedó bajo sus órdenes en la invasión de Austria durante la primavera de 1797.

### Jubilación
A partir de 1797, Dallemagne ocupó el mando en Boulogne, Ancona, Roma y Maguncia. Pidió ser retirado del ejército en diciembre de 1799, que se oficializó en 1802. Mientras tanto, comenzó una carrera política y se desempeñó como diputado en el Corps législatif. Dallemagne se casó con Jeanne Christine Gaudet (1785-1849) el 19 de febrero de 1800. Tuvieron dos hijos, Clément y Claudius.

## Imperio
En 1803, Dallemagne se convirtió en legionario de la Légion d'honneur y al año siguiente en comandante. El emperador Napoleón lo llamó de nuevo al servicio activo en 1807. Estuvo al mando de un cuerpo de observación hasta 1809, siendo destinado a Pomerania y Berlín. Nombrado gobernador de Wesel desde marzo de 1809 hasta marzo de 1810, participó brevemente en la Campaña de Walcheren. Pasó al mando de la división militar de Caen desde 1810 hasta 1813. El emperador le otorgó el título de barón en marzo de 1813. Dallemagne murió en Nemours el 12 de junio de 1813.